# Ujeong-eup
Ujeong-eup (koreanska: 우정읍) är en köping i den nordvästra delen av Sydkorea,  60 km sydväst om huvudstaden Seoul. Den ligger i kommunen Hwaseong i provinsen Gyeonggi. Till socknen hör de två öarna Ippado och Gukhwado cirka 17-19 kilometer västerut, trots att öarna ligger endast några kilometer från kommunen Dangjins kust. 